# Al-Mudżajdil (Palestyna)
Al-Mudżajdil (arab. ‏المُجَيْدِل‎) – nieistniejąca już arabska wieś, która była położona w Dystrykcie Nazaretu w Mandacie Palestyny. Wieś została wyludniona i zniszczona podczas I wojny izraelsko-arabskiej, po ataku Sił Obronnych Izraela w dniu 15 lipca 1948 roku.

## Położenie
Al-Mudżajdil leżała w Dolnej Galilei, w odległości 6 km na południowy zachód od miasta Nazaret. Według danych z 1945 roku do wsi należały ziemie o powierzchni 18 836 ha. We wsi mieszkało wówczas 1900 osób.
| własność gruntów | powierzchnia gruntów (hektary) |
| ---------------- | ------------------------------ |
| Arabowie         | 18 165                         |
| Żydzi            | 485                            |
| publiczne        | 186                            |
| Razem            | 18 836                         |

| Rodzaj użytkowanych gruntów | Arabowie (hektary) | Żydzi (hektary) |
| --------------------------- | ------------------ | --------------- |
| uprawy oliwek               | 1600               | 0               |
| uprawy nawadniane           | 1685               | 34              |
| uprawy zbóż                 | 15 037             | 437             |
| nieużytki                   | 1595               | 14              |
| zabudowane                  | 34                 | 0               |

## Historia
W 1596 roku wieś liczyła 22 mieszkańców, którzy utrzymywali się z upraw pszenicy, jęczmienia i owoców, oraz hodowli kóz i uli. W okresie panowania Brytyjczyków po 1921 roku al-Mudżajdil była dużą wsią. Znajdował się w niej jeden meczet, jeden kościół oraz jeden monaster.
Na początku I wojny izraelsko-arabskiej w maju 1948 roku wieś zajęły siły Arabskiej Armii Wyzwoleńczej, które paraliżowały żydowską komunikację w rejonie. W trakcie operacji „Dekel” wojska izraelskie zdobyły wieś al-Mudżajdil w nocy z 14 na 15 lipca. Mieszkańców wysiedlono, a większość domów wyburzono.

## Miejsce obecnie
Na terenie wioski al-Mudżajdil powstało w 1953 roku miasto Migdal ha-Emek.

Palestyński historyk Walid Chalidi tak opisał pozostałości wioski al-Mudżajdil:

Większość obszaru pokrywa sosnowy las, który służy jako izraelski park. W terenie pozostaje jedynie klasztor i części (zniszczone) kościoła; mnisi nadal mieszkają w klasztorze. Widoczne są pozostałości zniszczonych domów i muru cmentarza. Teren porastają kaktusy, drzewa oliwkowe, figowe, granaty i inne.